# Lenggries
Lenggries là một đô thị bang Bayern nước Đức. Đô thị Lenggries có diện tích 242,88 km², dân số thời điểm ngày 31 tháng 12 năm 2006 là 9553 người. Lenggries là trung tâm của Isarwinkel, vùng dọc theo Isar giữa Bad Tölz và Wallgau.

## Liên kết ngoài

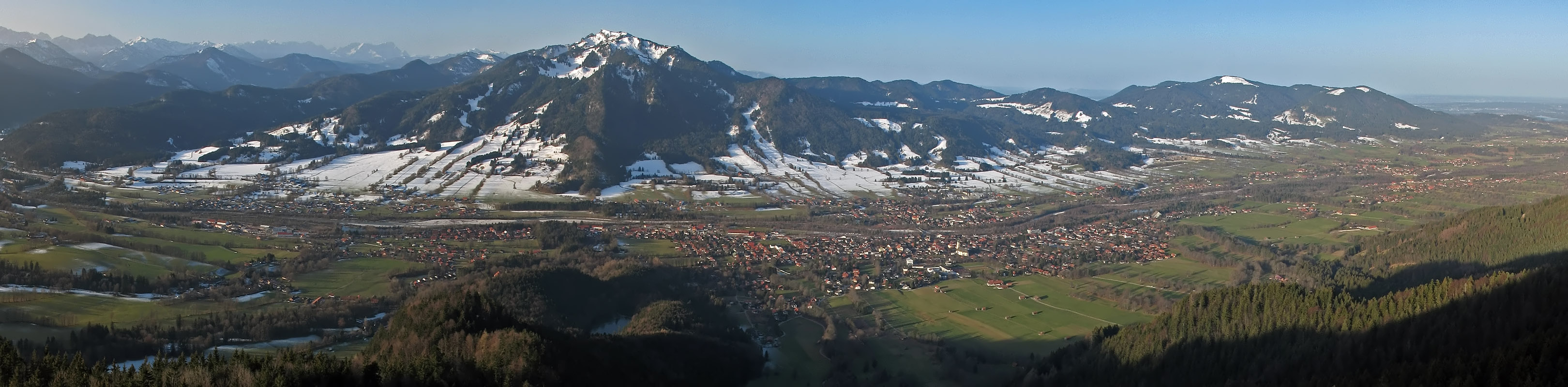
Toàn cảnh